# Saal an der Saale

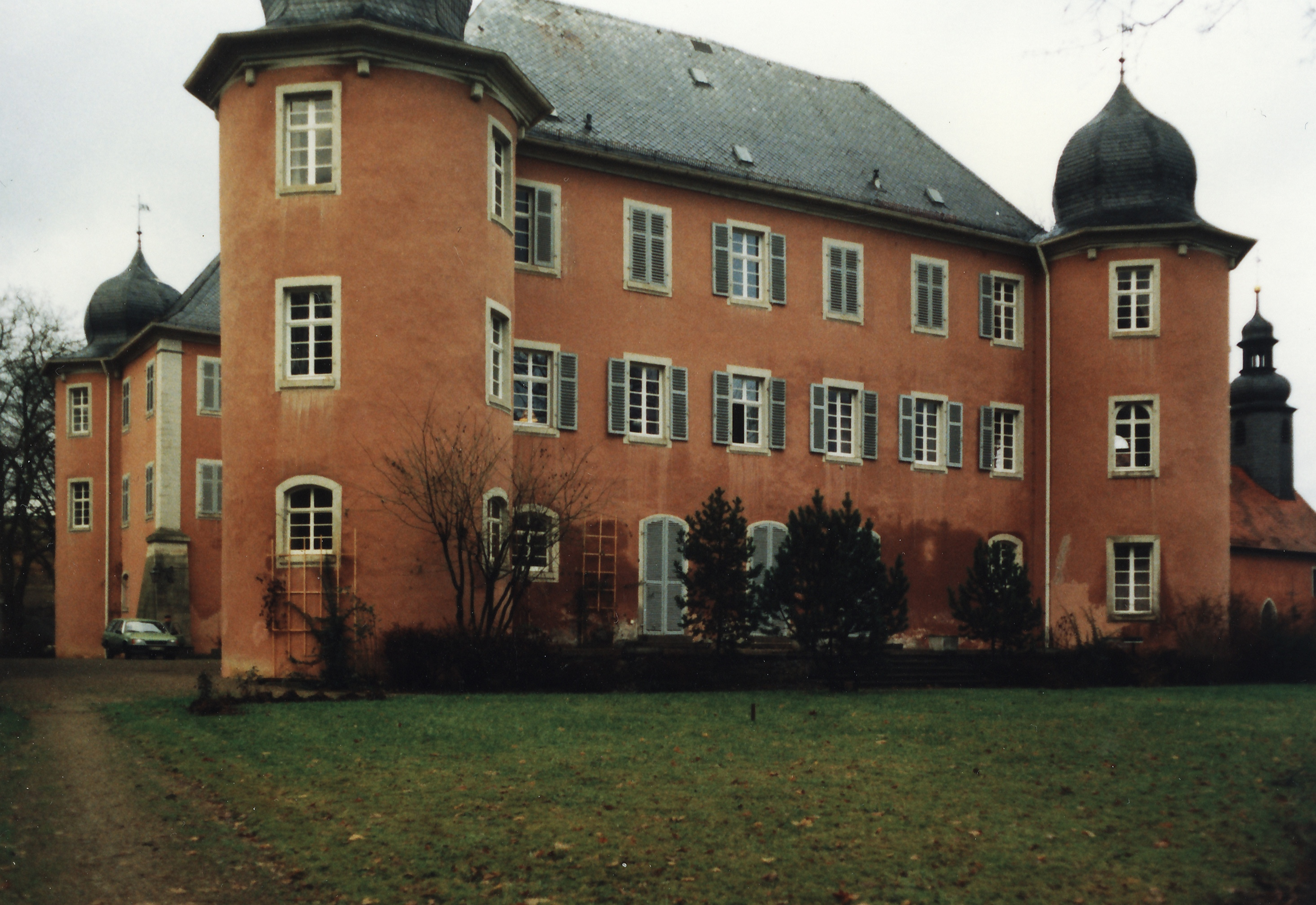
Saal an der Saale

Saal an der Saale este o comună-târg din districtul Rhön-Grabfeld, regiunea administrativă Franconia Inferioară, landul Bavaria, Germania.